# Wiśniowa Poduchowna
Wiśniowa Poduchowna – wieś w Polsce położona w województwie świętokrzyskim, w powiecie staszowskim, w gminie Staszów.
W latach 1975–1998 miejscowość administracyjnie należała do województwa tarnobrzeskiego.
Miejscowość znajduje się na odnowionej trasie Małopolskiej Drogi św. Jakuba z Sandomierza do Tyńca, która to jest odzwierciedleniem dawnej średniowiecznej drogi do Santiago de Compostela.

## Współczesne części wsi
Poniżej w tabeli 1 integralne części wsi Wiśniowa Poduchowna (0807659) z aktualnie przypisanym im numerem SIMC (zgodnym z Systemem Identyfikatorów i Nazw Miejscowości) z katalogu TERYT (Krajowego Rejestru Urzędowego Podziału Terytorialnego Kraju).
| SIMC    | Nazwa       | Rodzaj      |
| ------- | ----------- | ----------- |
| 0807665 | Dziadówka   | kolonia     |
| 0807398 | Józefów     | kolonia     |
| 0807671 | Kamionki    | kolonia     |
| 0807406 | Strzelcówka | osada leśna |

## Dawne części wsi – obiekty fizjograficzne
W latach 70. XX wieku przyporządkowano i opracowano spis lokalnych części integralnych dla Wiśniowej Poduchownej zawarty w tabeli 2.

| Nazwa wsi — miasta       | Nazwy części wsi — miasta                                             | Nazwy obiektów fizjograficznych — charakter obiektu |
| ------------------------ | --------------------------------------------------------------------- | --- |
| I. Gromada WIŚNIOWA      |                                                                       | |
| 1. Wiśniowa Podu- chowna | 1. Dziadówka 2. Józefów 3. Kamionki 4. Kąty 5. Kosówka 6. Strzelcówka | 1. Dziadówka — pole 2. Golejowski Las — las 3. Józefów — pole 4. Kamionki — pole 5. Koprzywianka — rzeczka 6. Kosówka — pole 7. Łaziski Las — las 8. Pastwiska — pole |